# Stölting Service Group
A Stölting Service Group (código UCI: SSG), foi uma equipa ciclista profissional de Dinamarca, dissolvido no final de 2016.

## História
A equipa fundou-se no ano 2000 com o nome de Cycling Horsens, no 2001 Glud & Marstrand tomo o relevo como patrocinador principal, patrocínio que permaneceu durante doze temporadas; a partir de 2013 o patrocínio principal é por parte de Cult Energy, uma empresa dedicada à elaboração de bebidas energéticas. Desde 2015 a equipa estará na categoria Profissional Continental, após estar durante toda sua história em terceira divisão e ser de categoria continental desde o 2005.
Como vitórias importantes se destacam Campeonato de Dinamarca em Estrada com Sebastian Lander em 2012, também se levaram as vitórias na categoria sub-23 e a contrarrelógio por equipas no mesmo ano. Sua melhor temporada tem sido no 2014 onde conseguiram terminar no posto 13 do UCI Europe Tour. 
A equipa esta actualmente dirigido pelos ex-ciclistas Christa e Michael Skelde. Entre os ciclistas destacados que têm estado na equipa se encontram Alexander Kristoff, Christopher Juul Jensen, Mads Christensen, Sebastian Lander, Magnus Cort entre outros.
Desde finais do ano 2016 a equipa anunciou que desaparecia.

## Sede
A sede da equipa encontrava-se em Horsens, Jutlandia.

## Material ciclista
A equipa utilizava bicicletas Python.

## Classificações UCI

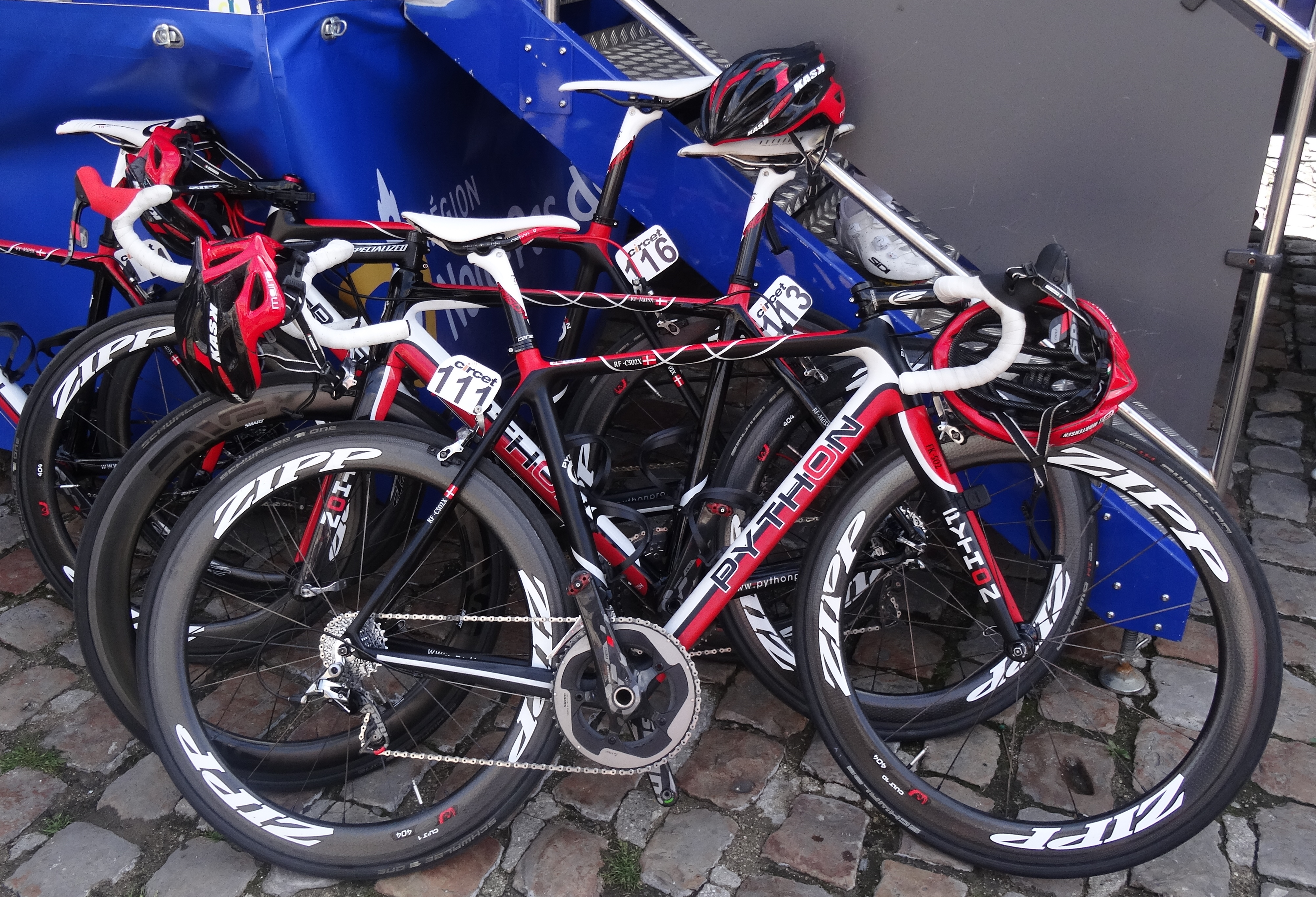
Bicicletas da equipa.

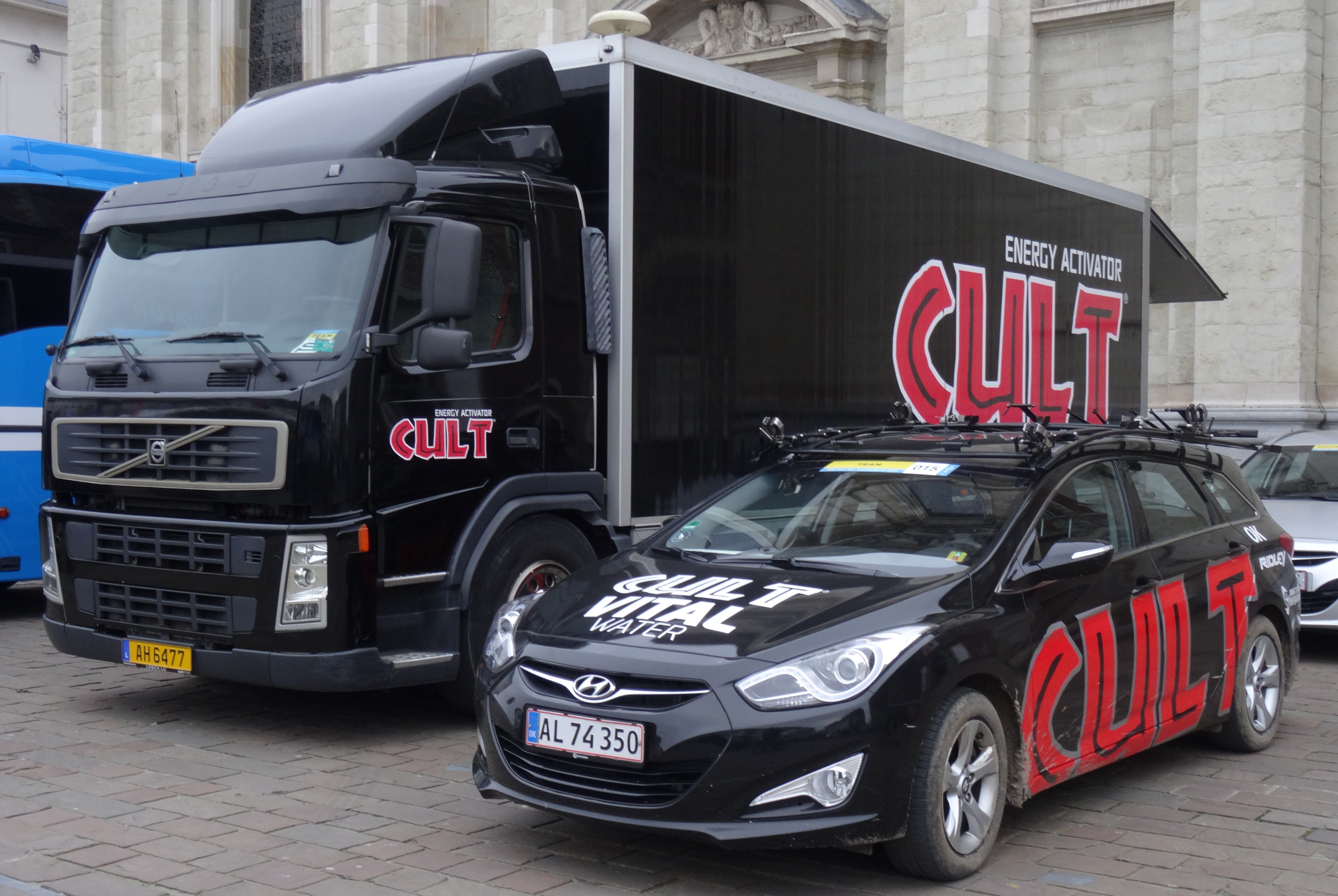
Veículos da equipa.

A partir de 2005 a UCI instaurou os Circuitos Continentais UCI, onde a equipa tem estado desde o princípio, registado dentro do UCI Europe Tour. Estando nas classificações do UCI America Tour Ranking, do UCI Europe Tour Ranking e do UCI Asia Tour Ranking. As classificações da equipa e de sua ciclista mais destacado são as seguintes:

### UCI Europe Tour
| Temporada | Classificação por equipas | Melhor corredor | Posição |
| 2009-2010 | 39º                       | Lasse Bøchman   | 157º    |
| 2010-2011 | 38º                       | Troels Vinther  | 21º     |
| 2011-2012 | 31º                       | André Steensen  | 58º     |
| 2012-2013 | 25º                       | Michael Valgren | 66º     |
| 2013-2014 | 13º                       | Magnus Cort     | 4º      |

### UCI America Tour
| Temporada | Classificação por equipas | Melhor corredor         | Posição |
| 2008-2009 | 38º                       | Christopher Juul Jensen | 296º    |
| 2009-2010 | 29º                       | Christopher Juul Jensen | 185º    |
| 2010-2011 | 21º                       | Christopher Juul Jensen | 47º     |
| 2011-2012 | 33º                       | Patrick Clausen         | 176º    |

### UCI Asia Tour
| Temporada | Classificação por equipas | Melhor corredor | Posição |
| 2009-2010 | 58º                       | Troels Vinther  | 241º    |
| 2010-2011 | 44º                       | Daniel Foder    | 111º    |

## Palmarés
Para anos anteriores veja-se: Palmarés do Cult Energy Pro Cycling.

### Palmarés 2016

#### Circuitos Continentais UCI
| Datas       | Circuito             | Carreiras                    | Ganhador       |
| 27 de março | UCI Europe Tour 2016 | Gante-Wevelgem sub-23        | Mads Pedersen  |
| 20 de maio  | UCI Europe Tour 2016 | 3.ª etapa do Tour de Noruega | Mads Pedersen  |
| 11 de junho | UCI Europe Tour 2016 | Tour de Fyen                 | Mads Pedersen  |
| 12 de junho | UCI Europe Tour 2016 | G. P. Horsens                | Alexander Kamp |

#### Campeonatos nacionais
| Datas       | Carreiras                          | Ganhador       |
| 26 de junho | Campeonato de Dinamarca em Estrada | Alexander Kamp |

## Elenco
Para anos anteriores, veja-se Elencos do Cult Energy Pro Cycling

### Elenco 2016
| Nome                | Nascimento | Nacionalidade | Equipa 2015             |
| Michael Carbel      | 07/02/1995 |               | Cult Energy Pró Cycling |
| Gerald Ciolek       | 19/03/1984 |               | MTN Qhubeka             |
| Linus Gerdemann     | 16/09/1982 |               | Cult Energy Pró Cycling |
| Rasmus Guldhammer   | 09/03/1989 |               | Cult Energy Pró Cycling |
| Lasse Norman Hansen | 14/02/1992 |               | Team Cannondale-Garmin  |
| Alexander Kamp      | 1412/1993  |               | ColoQuick               |
| Alex Kirsch         | 12/06/1992 |               | Cult Energy Pró Cycling |
| Thomas Koep         | 15/09/1990 |               | Team Stölting           |
| Lennard Kamna       | 09/09/1996 |               | Team Stölting           |
| Romain Lemarchand   | 26/07/1987 | França        | Cult Energy Pró Cycling |
| Christian Mager     | 08/04/1992 |               | Cult Energy Pró Cycling |
| Mads Pedersen       | 18/12/1995 |               | Cult Energy Pró Cycling |
| Rasmus Quaade       | 07/01/1990 |               | Cult Energy Pró Cycling |
| Michael Reihs       | 25/04/1979 |               | Cult Energy Pró Cycling |
| Sven Reutter        | 13/08/1996 |               | Team Stölting           |
| Jonas Tenbrock      | 16/12/1995 |               | Team Stölting           |
| Fabian Wegmann      | 20/06/1980 |               | Cult Energy Pró Cycling |

Stagiares
Desde 1 de agosto, os seguintes corredores passaram a fazer parte da equipa como stagiaires (aprendices a prova).
| Corredor            | Nascimento | Nacionalidade | Equipa 2016          |
| ------------------- | ---------- | ------------- | -------------------- |
| Moritz Backofen     | 21/03/1995 |               | Team Kuota-Lotto     |
| Alexande Weifenbach | 02/12/1990 |               |                      |
| Willi Willwohl      | 31/08/1994 |               | LKT Team Brandenburg |